# Hit That
«Hit That» (в переводе с англ. — «это поражает») — песня американской панк-рок-группы The Offspring. 9 декабря 2003 года композиция была выпущена как первый сингл в поддержку седьмого студийного альбома группы Splinter. В 2005 году песня была также издана в составе сборника хитов The Offspring Greatest Hits. Стилистически песня «Hit That» близка к электро- и дэнс-панку.
Сингл достиг довольно высоких позиций в международных чартах и стал одним из самых коммерчески успешных релизов группы. Так, например, в UK Singles Chart трек дебютировал на 11-й строчке; в Billboard Hot 100 песня разместилась на 64-м месте. Также «Hit That» добралась до 1-го места Hot Modern Rock Tracks (до этого у The Offspring только сингл «Come Out and Play» лидировал в этом чарте в 1994 году). Помимо этого, Австралийской ассоциацией звукозаписывающих компаний сингл был признан золотым.

## Музыкальный клип

Главный герой клипа «Hit That».

Видеоклип на песню был снят режиссёрами Джоном Уильямсом и Дэвидом Ли в Великобритании . В видео показан человек с синей кожей и волосами, созданный при помощи компьютерной графики. Герой идёт по городу, на улицах которого мусор и беспорядок, и исполняет композицию «Hit That». Дойдя до мусорных баков герой начинает что-то искать. Затем он находит велосипед и начинает гнаться за внезапно появившимся псом (главный герой — хозяин пса), который также выполнен в компьютерной графике. Сцена преследования несколько раз прерывается кадрами с собакой и множеством щенков (предположительно, что они принадлежат псу). К погоне присоединяется фургон Ford Transit Connect для ловли собак. Главный герой и фургон настигают пса; водитель машины грозит собаке ножницами. На следующий день после погони, показан этот пёс, который с недовольным взглядом и в бумажном конусе идёт по улице. Завершающие кадры клипа подразумевают, что целью преследования главным героем своей собаки была стерилизация.

## Список композиций
| №  | Название                       | Длительность |
| -- | ------------------------------ | ------------ |
| 1. | «Hit That»                     | 2:48         |
| 2. | «Da Hui»                       | 1:32         |
| 3. | «Hit That» (USC Marching Band) |              |

| №  | Название                                        | Длительность |
| -- | ----------------------------------------------- | ------------ |
| 1. | «Hit That»                                      | 2:48         |
| 2. | «The Kids Aren’t Alright» (BBC Radio 1 Session) | 4:16         |
| 3. | «Long Way Home» (Live)                          | 2:34         |
| 4. | «Hit That» (USC Marching Band)                  | 1:51         |
| 5. | «Hit That» (Video CD)                           |              |

| №  | Название                                | Длительность |
| -- | --------------------------------------- | ------------ |
| 1. | «Hit That»                              | 2:48         |
| 2. | «(Can’t Get My) Head Around You» (Live) |              |

## Позиции в чартах
| Чарт (2003—2004)                     | Высшая позиция |
| ------------------------------------ | -------------- |
| Billboard Hot 100                    | 64             |
| Billboard Hot Mainstream Rock Tracks | 6              |
| Billboard Hot Modern Rock Tracks     | 1              |
| Australian Singles Chart             | 13             |
| Ö3 Austria Top 40                    | 21             |
| Mega Single Top 100                  | 60             |
| Polish Singles Chart                 | 37             |
| Schweizer Hitparade                  | 57             |
| UK Singles Chart                     | 11             |
| New Zealand Singles Chart            | 24             |

## Участники записи
- Песня исполнена и записана группой The Offspring
- Продюсирование и микширование: Брендан O’Брайен